# Alois Schmid (homme politique)
Pour les articles homonymes, voir Alois Schmid (homonymie) et Schmid.
Alois Schmid (né le 2 juin 1854 à Zaumberg et mort le 1er janvier 1911 à Immenstadt) est un homme politique bavarois et député du Reichstag pour le Zentrum (1893-1911).

## Biographie
Schmid est le fils d'agriculteurs de Zaumberg. Il est le neveu du théologien et philosophe Alois von Schmid (de) (1825-1910). Après l'école primaire du village voisin de Bühl am Alpsee, il est devenu agriculteur à Zaumberg. De 1874 à 1877, il fait son service militaire avec le 3e régiment d'infanterie (de) à Lindau. À partir du milieu des années 1890, il vit à Immenstadt et travaille comme historien et écrivain local.
Le 15 juin 1893, Alois Schmid est élu au Reichstag pour le Zentrum e dans la circonscription d'Immenstadt-Lindau-Kempten. Il est réélu aux élections du Reichstag en 1898, 1903 et 1907. Lorsqu'il conseille des tarifs protecteurs et des accords commerciaux dans les années 1890, il défend les intérêts des fabricants locaux de beurre et de fromage.
Schmid est mort des effets à long terme d'un accident de tramway. Le discours funèbre est tenu par son collègue parlementaire Wilhelm Mayer (1874-1923).